# Ivan Daňo
Ivan Daňo (* 15. března 1946) je bývalý slovenský fotbalista, obránce.

## Fotbalová kariéra
V československé lize hrál za Inter Bratislava. Nastoupil ve 114 ligových utkáních. Za dorosteneckou reprezentaci nastoupil v 5 utkáních a za juniorskou reprezentaci nastoupil ve 2 utkáních.

## Ligová bilance
| Ročník                                   | Zápasy | Góly | Klub             |
| ---------------------------------------- | ------ | ---- | ---------------- |
| 1. československá fotbalová liga 1965/66 | 19     | 0    | Inter Bratislava |
| 1. československá fotbalová liga 1966/67 | 19     | 0    | Inter Bratislava |
| 1. československá fotbalová liga 1967/68 | 20     | 0    | Inter Bratislava |
| 1. československá fotbalová liga 1968/69 | 21     | 0    | Inter Bratislava |
| 1. československá fotbalová liga 1969/70 | 3      | 0    | Inter Bratislava |
| 1. československá fotbalová liga 1970/71 | 27     | 0    | Inter Bratislava |
| 1. československá fotbalová liga 1971/72 | 5      | 0    | Inter Bratislava |
| CELKEM                                   | 114    | 0    |                  |